# 維甲酸誘導基因-I
维甲酸诱导基因-I（RIG-I，retinoic acid-inducible gene I）是脊椎動物細胞質中的一種模式识别受体（PRR），結構上屬於DExD/H-box类RNA解旋酶，在人類基因組中由DDX58基因編碼，其N端有兩個CARD結構域，C端則可與RNA結合，為先天免疫反應中的重要蛋白。
RIG-I平時處於不活化狀態，在細胞被西尼羅河病毒、黃熱病毒、日本腦炎病毒、A型流感病毒、仙台病毒與冠狀病毒等RNA病毒感染後，RIG-I可與病毒的雙股RNA（dsRNA）結合而被活化，接著即可以CARD結構域和粒線體外膜上的线粒体抗病毒信号蛋白（MAVS）結合，啟動第一型干擾素（IFN I）途徑的免疫反應，後者可阻止病毒擴散、造成發炎反應以及協助活化後天免疫。除識別病毒RNA外，在不同癌細胞中RIG-I還能啟動其他反應，包括促進或抑制腫瘤增殖（因腫瘤類型而異）、活化B細胞、影響細胞分化等。有些無脊椎動物（牡蠣）也具有和RIG-I與MAVS同源的蛋白，且可能也有抗病毒的免疫功能

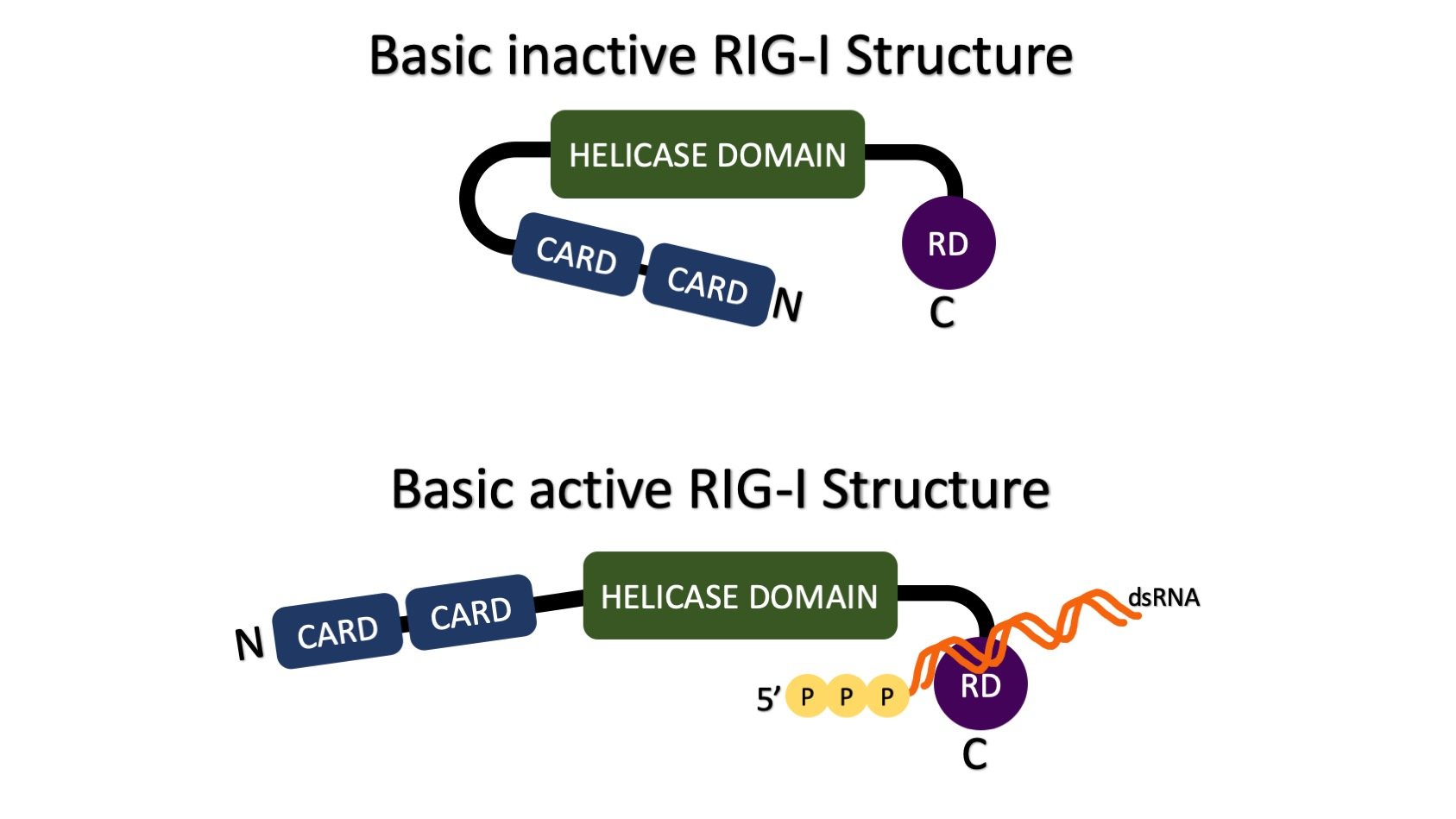
不活化與活化的RIG-I結構示意圖